# Помста Рубіка

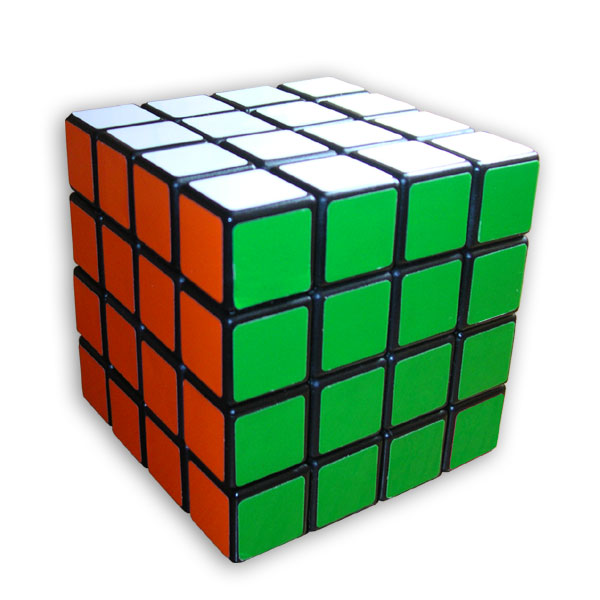
Помста Рубіка

Помста Рубіка (також відома як Майстер-Куб) - це версія Кубіка Рубіка розміром 4 × 4 × 4. Він був випущений в 1981 році. Винайдений Петром Себестені, Помста Рубіка майже була названа Куб Себестені, поки дещо останнє рішення не змінило назву головоломки, щоб залучити шанувальників оригінального Кубика Рубіка.  На відміну від оригінальної головоломки (та інших головоломок з непарними номерами, як куб 5 × 5 × 5), у неї немає фіксованих граней: центральні грані (чотири на грань) можуть вільно переміщуватися в різні позиції.
Методи вирішення куба 3 × 3 × 3 працюють на ребрах і кутах куба 4 × 4 × 4.

## Механізм

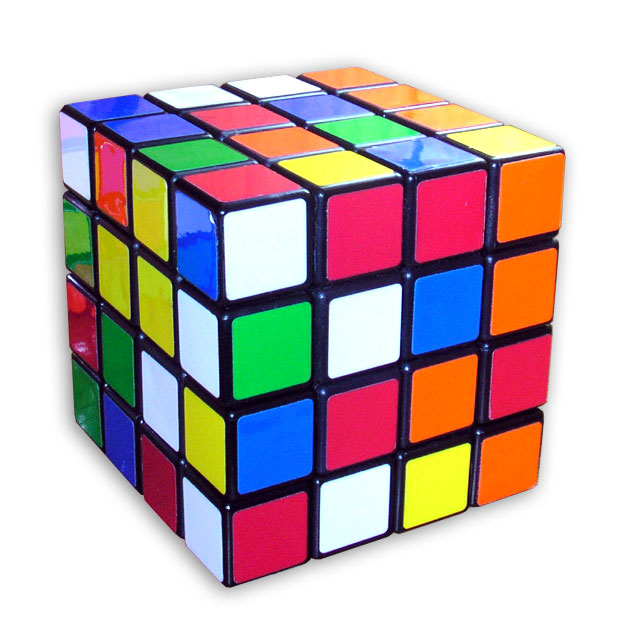
Помста Рубіка в розібраному стані

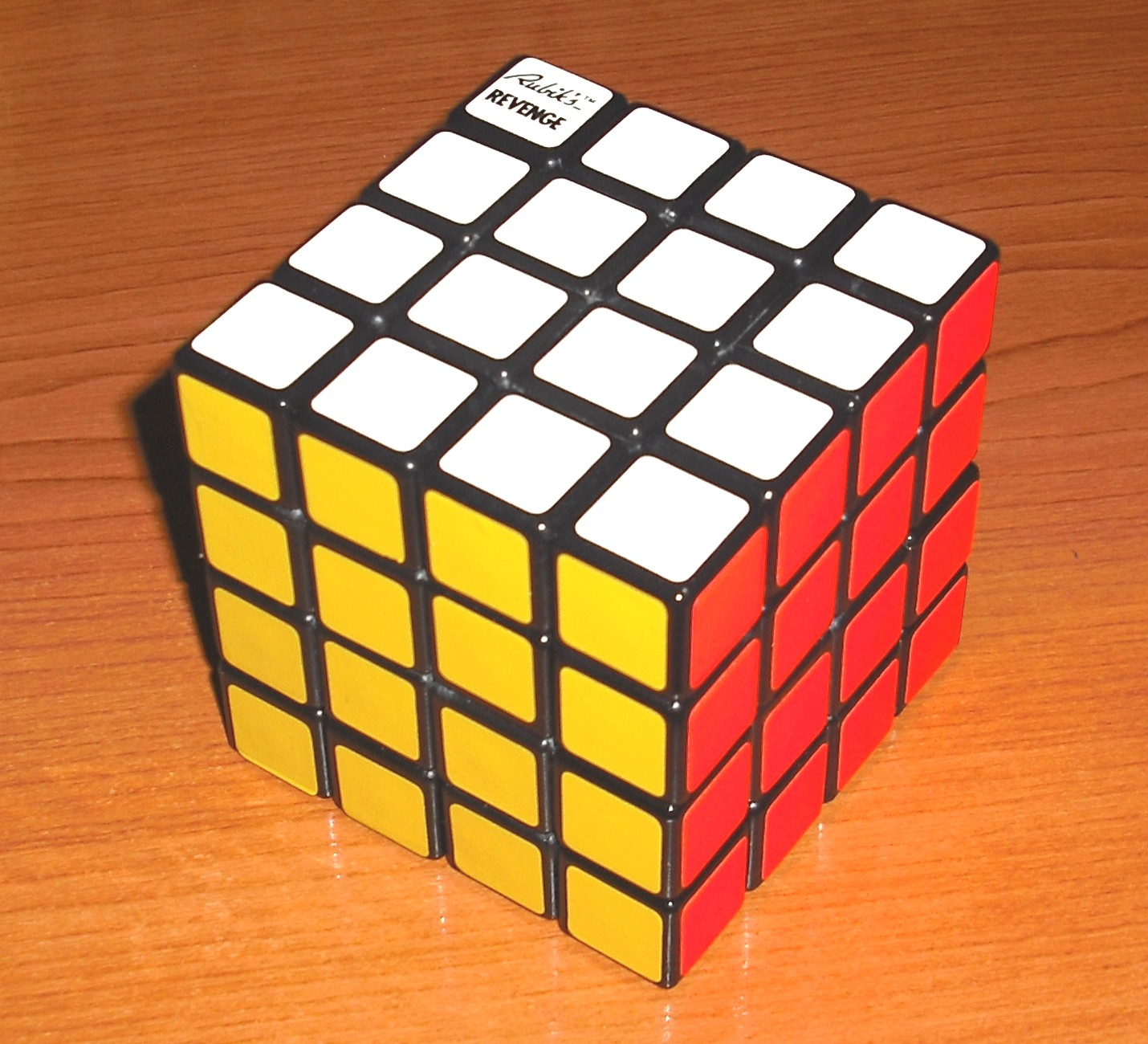
Ранній куб помсти Рубіка, з білим протилежно синім та зеленим навпроти жовтого

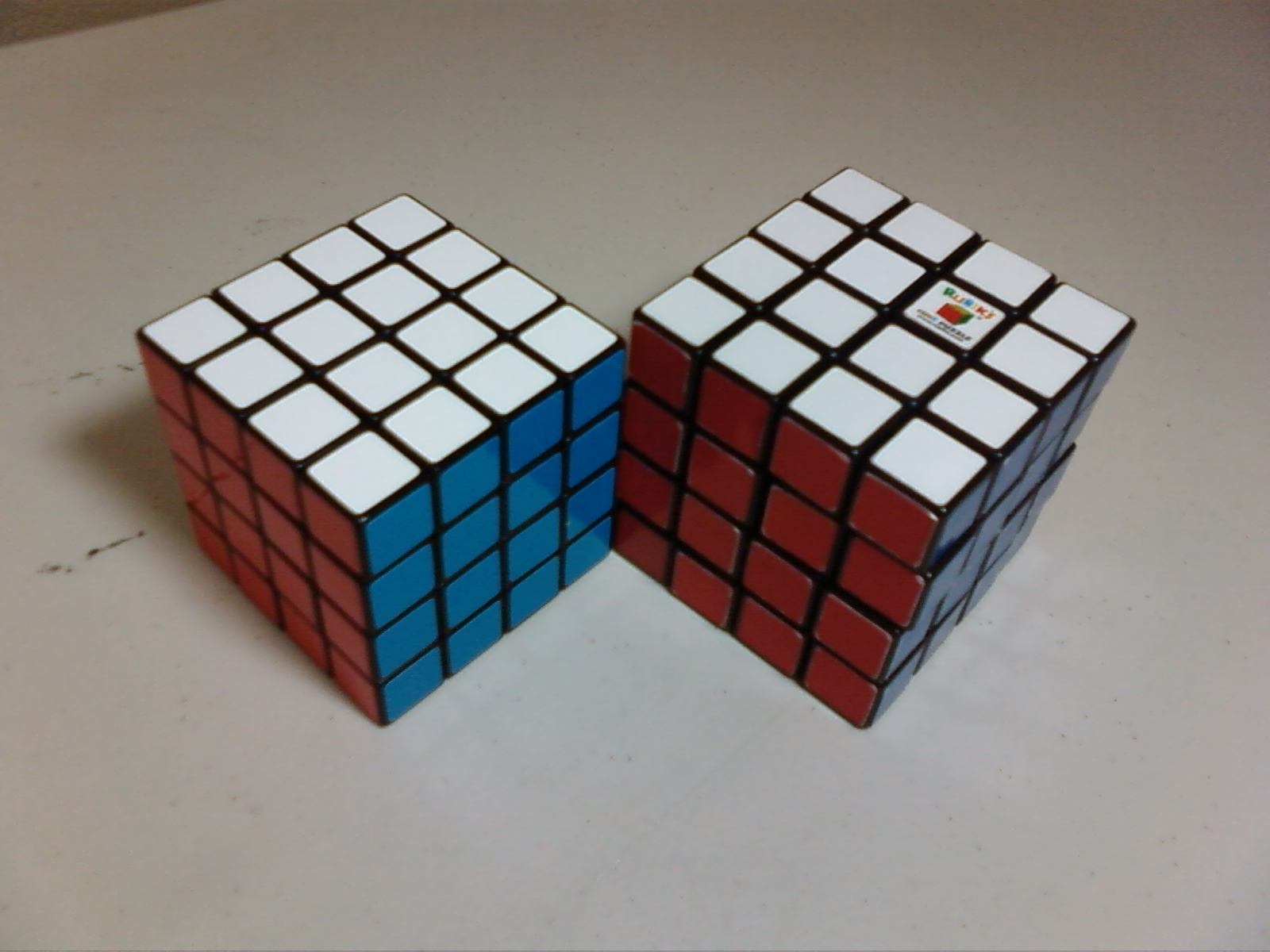
Зліва - куб Істшина, а праворуч - офіційна помста Рубіка.

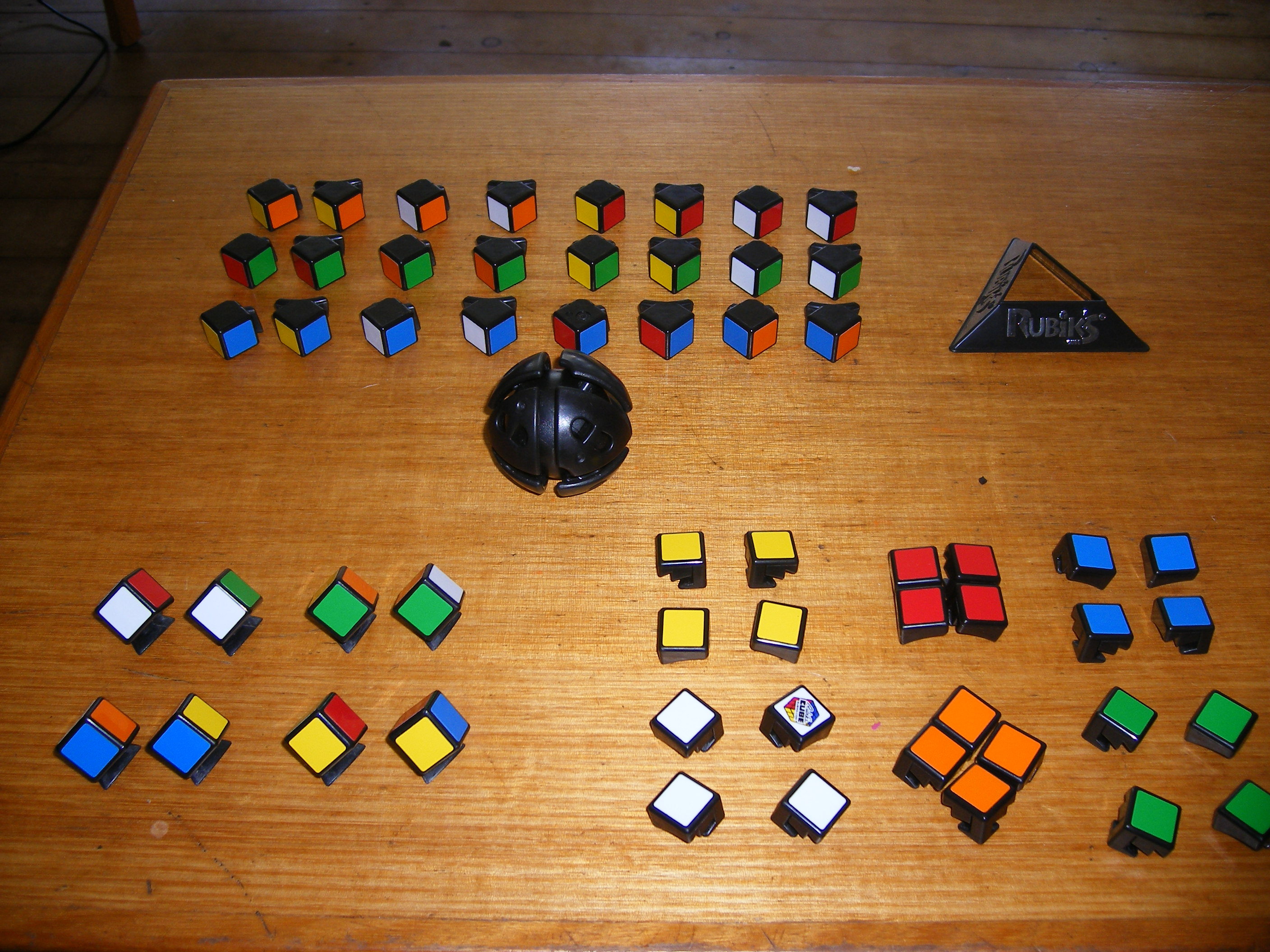
Розібрана Помста Рубіка, показуючи всі фігури та центральний м’яч

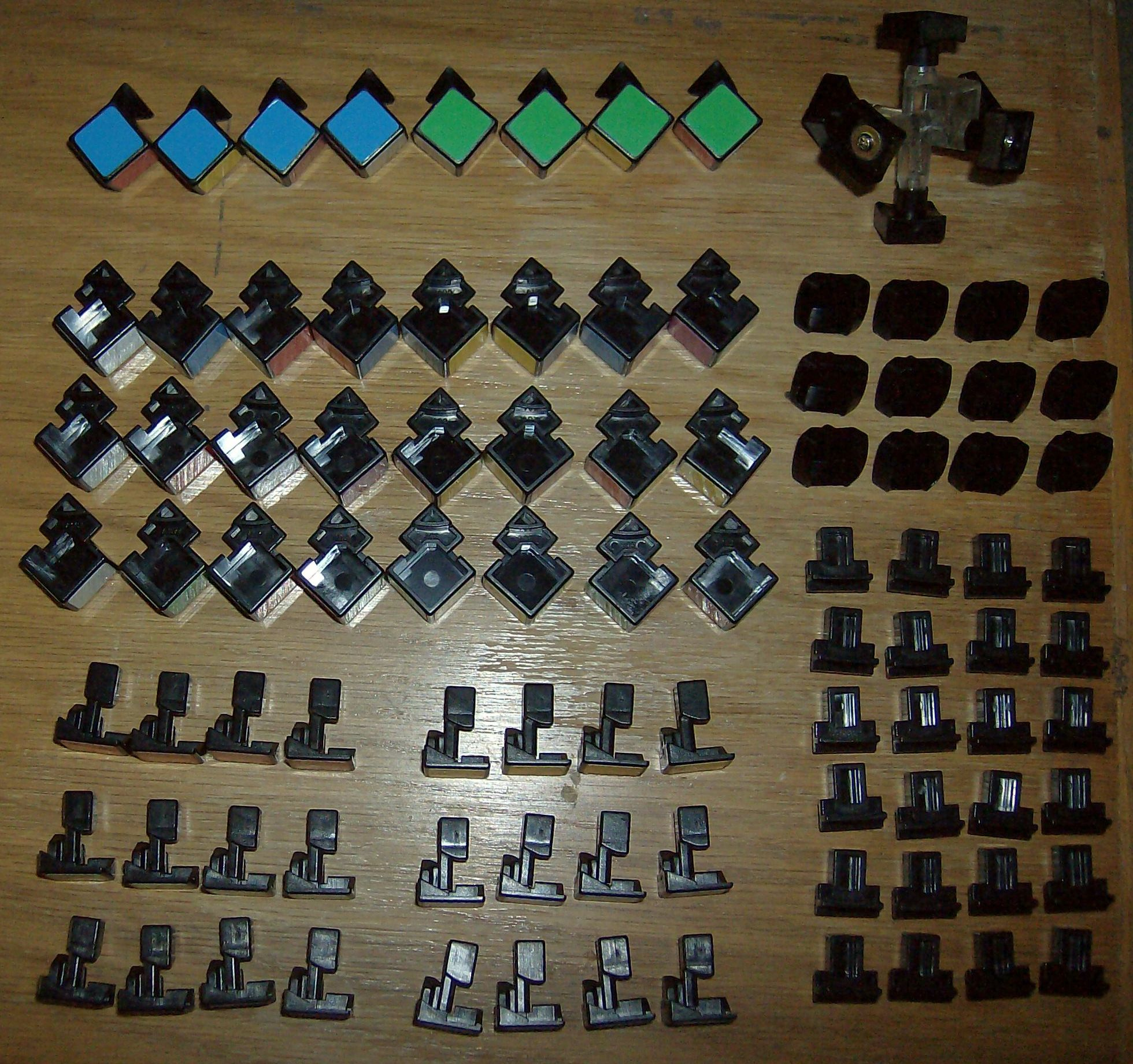
Розібраний Істшен 4 × 4 × 4

Головоломка складається з 56 унікальних мініатюрних «кубиків» на поверхні. Вона складаються з 24 центрів, які показують по одному кольору, 24 країв, які показують по два кольори, і 8 кутів, які показують по три кольори. Оригінальну Помсту Рубіка можна розібрати без особливих труднощів, як правило, повернувши одну сторону на 30 ° і підводячи край вгору, поки він не зрушиться.
Оригінальний механізм, розроблений Себестені, використовує рифлену кульку, щоб утримувати центральні частини на місці. Крайові частини утримуються центрами, а кути тримаються краями, подібно до оригінального куба. Є три взаємно перпендикулярні канавки для ковзання центральних деталей. Кожна канавка досить широка, щоб один ряд центральних деталей ковзав крізь неї. Куля має форму, яка запобігає ковзанню центральних частин іншого ряду, забезпечуючи те, що кулька залишалється вирівняною із зовнішньої сторони куба. Поворот одного з центральних шарів рухає або лише цей шар, або кулю. 
Версія куба Eastsheen, яка менша на 6 см., має зовсім інший механізм. Його механізм дуже схожий на версію куба професора Істшина замість механізму кульового сердечника. У кубі є 42 штуки (36 рухомих і шість нерухомих), повністю заховані в кубі, що відповідає центральним рядкам на кубі професора. Ця конструкція довговічніша за оригінал, а також дозволяє використовувати гвинти для затягування або послаблення куба. 
Є 24 крайні частини, які мають дві кольорові сторони кожна, та вісім кутових частин, які мають три кольори. Кожен кутовий фрагмент або пара крайових деталей показує унікальну кольорову комбінацію, але присутні не всі комбінації (наприклад, немає фігури з обома червоними та помаранчевими сторонами, якщо червоний та оранжевий знаходяться на протилежних сторонах вирішеного куба).
Для новіших кубів кольори наклейок - червоний, протилежний помаранчевому, жовтий проти білого та зелений навпроти синього. Однак існують також кубики з альтернативними кольоровими композиціями (жовтий навпроти зеленого, синій проти білого та червоний навпроти оранжевого). Версія Eastsheen має фіолетовий (протилежний червоному) замість помаранчевого.

### Комбінації
Є 8 кутів, 24 краї і 24 центри.

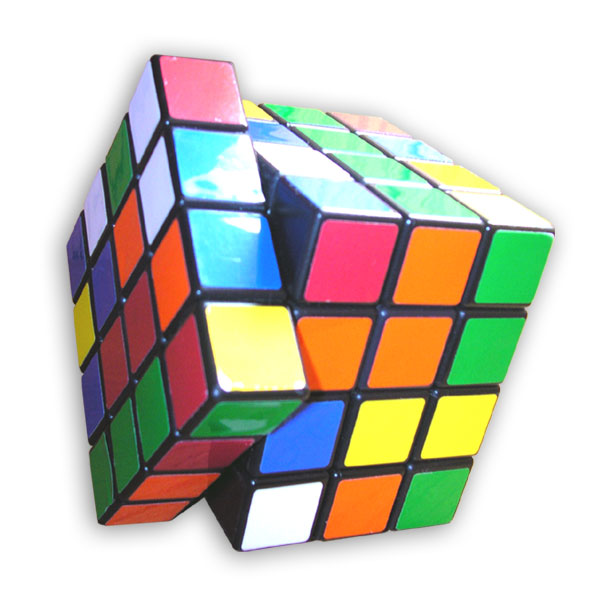
Помста Рубіка з нахиленою стороною

Можлива будь-яка перестановка кутів, включаючи непарні перестановки. Сім кутів можна самостійно повертати, а орієнтація восьмого залежить від інших семи, даючи 8! × 3 7 комбінацій.
Є 24 центри, які можна організувати 24! різними шляхами. Якщо припустити, що чотири центри кожного кольору неможливо розрізнити, кількість перестановок зменшується до 24! / (24 6) розташувань. Відновлюючий коефіцієнт виникає тому, що існує 24 (4!) Способи розташування чотирьох частин даного кольору. Це піднято на шосту ступінь, оскільки існує шість кольорів. Непарна перестановка кутів передбачає непарну перестановку центрів і навпаки; однак парні та непарні перестановки центрів неможливо розрізнити через однаковий зовнішній вигляд частин. Є кілька способів зробити центральні фрагменти помітними, що зробить видимою непарну центральну перестановку.
24 краї не можна перевернути, оскільки внутрішня форма деталей асиметрична. Відповідні краї можна розрізнити, оскільки вони є дзеркальними зображеннями один одного. Будь-яка перестановка ребер можлива, включаючи непарні перестановки, що дають 24! розташування, незалежно від кутів або центрів.
Припускаючи, що куб не має фіксованої орієнтації в просторі, і що перестановки, що виникають в результаті обертання куба без його скручування, вважаються однаковими, кількість перестановок зменшується в 24 рази. Це пов'язано з тим, що всі 24 можливі положення та орієнтації першого кута рівноцінні через відсутність фіксованих центрів. Цей коефіцієнт не проявляється при обчисленні перестановок кубів N × N × N, де N непарна, оскільки ці головоломки мають фіксовані центри, які ідентифікують просторову орієнтацію куба.
Це дає загальну кількість перестановок
{\displaystyle {\frac {8!\times 3^{7}\times 24!^{2}}{24^{7}}}\approx 7.40\times 10^{45}.}
Повна кількість — 7401196841564901869874093974498574336000000000 можливих комбінацій (близько 7401 септильйон, 7,4 сепільярда в довгому масштабі або 7,4 чотиридекільйона в короткому масштабі).
Деякі версії Помсти Рубіка мають одну із центральних частин, позначену логотипом, що відрізняє її від інших трьох однакових кольорів. Це збільшує кількість помітних перестановок у чотири рази до 2,96 × 10 46

## Рішення
Є кілька методів, якими можна розв’язати Помсту Рубіка. Одним з таких методів є метод редукції, так званий, оскільки він зменшує 4 × 4 × 4 до 3 × 3 × 3. Спочатку кубери групують центральні шматочки загальних кольорів, а потім з’єднують краї, що мають однакові два кольори. Після цього поворот лише зовнішніх шарів куба дозволяє вирішити його, як куб 3 × 3 × 3. 
Інший метод - метод Яу, названий на честь Роберта Яу. Метод Яу подібний до методу редукції, і це найпоширеніший метод, який використовують спідкубери. Методи Яу починаються з вирішення двох центрів з протилежних сторін. Потім вирішуються три перехресні краї. Далі вирішуються чотири залишені центри. Потім усі залишені краї вирішуються. Куб зменшується до куба 3x3x3. 
Метод, подібний до методу Яу, називається Хойя. Його винайшов Чон-Хо Чжон. Він передбачає ті самі кроки, що і Яу, але в іншому порядку. Починається з вирішення всіх центрів, за винятком 2 сусідніх центрів. Потім ви формуєте хрест на дні, потім вирішуючи два останні центри. Після цього він ідентичний Яу, обробляючи краї та вирішуючи куб як 3x3.

### Парітети
Можуть бути досягнуті певні положення, які неможливо вирішити на стандартному кубіку 3 × 3 × 3. Існує дві можливі проблеми, яких не виявлено на 3 × 3 × 3. Перший - це два реберні частини, вивернуті на одному краю, в результаті чого кольори цього краю не збігаються з рештою.Шаблон:Rubik's Revenge face
Другий - це дві крайові пари, які міняються місцями (паритет PLL), замість цього можуть бути замінені два кути.
Деякі методи призначені для уникнення паритетів, описаних вище. Наприклад, вирішення кутів і країв першим, а центрів останнім дозволить уникнути їх. Як тільки решта куба буде вирішена, будь-яка перестановка центральних частин може бути вирішена.
Паритет PLL з'являється на всіх кубах з парною кількістю країв від 4x4x4 і далі. Однак це не відбувається на кубиках з непарною кількістю країв, таких як 3x3x3 та 5x5x5. Це пов’язано з тим, що останні мають фіксовані центральні частини, а непарні - ні.

## Світові рекорди
Світовий рекорд найшвидшого рішення - 17,42 секунди, встановлений Себастьяном Вайєром з Німеччини 15 вересня 2019 року на Danish Open 20199 у Кольдингу, Данія. 
Світовий рекорд за найшвидшим середнім із п'яти рішень (за винятком найшвидшого та найповільнішого) становить 21,11 секунди, встановлений Максом Парком з США 1 грудня 2019 року на Bay Area Speedcubin '21 2019 в Сан-Хосе, штат Каліфорнія, з часом 21.01, 22.00, 20.31, (19.28) та (24.79) секунд. 
Світовий рекорд щодо найшвидшого вирішення із зав'язаними очима становить 1 хвилину 2,51 секунди (включаючи огляд), встановлений Стенлі Чапелом з Сполучених Штатів, 15 грудня 2019 року в Мічиганському кубінговому клубі Епсілон 2019, в Ен-Арбор, штат Мічиган . 
Рекорд середнього значення з трьох розв’язань із зав'язаними очима становить 1 хвилину 8,76 секунди (включаючи огляд), також встановлений Стенлі Чапелом у Мічиганському кубінговому клубі Епсілон 2019, з часом 1: 02,51, 1: 14,05 та 1: 09,72. 

### 5 найкращих вирішувачів за одним рішенням[10]
| Ім'я                      | Найшвидше вирішення | Змагання                         |
| ------------------------- | ------------------- | -------------------------------- |
| Себастьян Вайєр           | 17.42с              | Danish Open 2019                 |
| Фелікс Земдегс            | 17,98с              | Altona Algorithms Attempt 2 2021 |
| Макс Парк                 | 18.42с              | SacCubing IV 2018                |
| Ciarán Beahan             | 19,77 с             | Warm Up Sydney 2019              |
| Seung Hyuk Nahm (남 승혁) | 19,87 с             | WCA World Championship 2019      |

### 5 найкращих розв'язувачів в середньому з 5 розв'язків[11]
| Ім'я                      | Найшвидше середнє | Змагання                         |
| ------------------------- | ----------------- | -------------------------------- |
| Макс Парк                 | 21.11 с           | Bay Area Speedcubin' 21 2019     |
| Себастьян Вайєр           | 21.46с            | Athens SNFestival Cubing 2019    |
| Фелікс Земдегс            | 21.57с            | Altona Algorithms Attempt 2 2021 |
| Кай-Вень Ван (王 楷 文)   | 23.41с            | Dream One Cube Open 2019         |
| Seung Hyuk Nahm (남 승혁) | 23,57 с           | WCA World Championship 2019      |

## У популярній культурі
У Cube Wars - епізод з мультсеріалу Що сталося з роботом Джонсом?, студенти грають кольоровий куб під назвою Чудо-куб, який схожий на Помсту Рубіка. 